# Dirk Weetendorf
Dirk Weetendorf (Burg auf Fehmarn, 1972. október 1. –) német labdarúgócsatár, edző.